# Sjoukje Dijkstrová
Sjoukje Rosalinde Dijkstrová (nizozemsky: Sjoukje Rosalinde Dijkstra, 28. ledna 1942, Akkrum – 2. května 2024 Someren) byla nizozemská krasobruslařka. Zvítězila na Zimních olympijských hrách 1964, byla třikrát mistryní světa.
Byla dcerou rychlobruslaře Lou Dijkstry, který se zúčastnil Zimních olympijských her 1936. Od dětství se věnovala sportu, ve kterém dosahovala značných úspěchů. V jedenácti letech ji krátce připravoval v Londýně i slavný trenér Arnold Gerschwiler.
Na olympijských hrách debutovala ve 14 letech v Cortině d'Ampezzo, kde obsadila dvanácté místo. V následujícím olympijském cyklu se ale postupně prosadila na stupně vítězů (poprvé v roce 1959, když byla druhá na mistrovství Evropy a třetí na mistrovství světa).
Když po skončení sezóny 1958-59 ukončila kariéru Rakušanka Hanna Walterová, stala se nejlepší evropskou krasobruslařkou a na olympijských hrách 1960 ve Squaw Valley ji porazila pouze Carol Heissová ze Spojených států. Dijkstrová tehdy získala jako první zástupkyně Nizozemska olympijskou medaili v krasobruslení, které zůstává i po ZOH 2006 jediním ze dvou sportů, kde se tato země dočkala olympijské medaile ze zimních her.
Heissová poté ukončila svou amatérskou kariéru a Dijkstrová pokračovala ve své evropské nadvládě. Zisk světového titulu jí ale oddálilo letecké neštěstí letu Sabena 548, při kterém zahynul americký krasobruslařský tým, a následující zrušení mistrovství světa. Dočkala se tak až o rok později na šampionátu v Praze. Titul poté dvakrát obhájila, dovršila sérii pěti evropských zlatých medailí v řadě a na Zimních olympijských hrách 1964 v Innsbrucku získala olympijské zlato.
Vynikala jak v povinných cvicích, tak ve volné jízdě. Byla výbornou skokankou, odlišovala se atletickým pojetím krasobruslení.
Po ukončení amatérské dráhy se stala hvězdou Holiday On Ice, kde působila od roku 1964 do roku 1972.
Byla provdaná za kolegu z revue Karla Kossmayera, se kterým měla dvě dcery.
V roce 2005 získala Cenu Fanny Blankersové-Koenové za svůj příspěvek nizozemskému sportu.